# Kike García
Enrique „Kike“ García Martínez (* 25. November 1989 in Motilla de Palancar) ist ein spanischer Fußballspieler, der auf der Position eines Stürmers beim Deportivo Alavés spielt.

## Karriere

### Verein
García begann mit dem Fußball bei CD Quintanar del Rey. 2007 wechselte er in die Jugend von Real Murcia; dort rückte er ein Jahr später in die zweite Mannschaft. Wiederum ein Jahr später rückte er in den Profikader von Real Murcia in die Segunda División. Sein Debüt für die Mannschaft gab er am 23. Mai 2009 gegen Celta Vigo (2:2). In der Saison 2009/10 wurde er oft als Joker eingesetzt, in der darauffolgenden Spielzeit war er oft gar nicht im Kader. Nach zwei Spielen zog er sich eine Knochenentzündung zu und wurde durch andere Stürmer in Murcia ersetzt. In der Saison 2012/13 hatte er viele Startelfeinsätze und konnte in der Saison insgesamt 7 Tore in 36 Spielen für sein Team erzielen. In der darauffolgenden Saison verpasste er nur ein einziges Spiel und schoss 23 Tore in der Segunda División. Außerdem spielte sein Team nach der Spielzeit in der Qualifikation um die Primera División, schied jedoch gegen Hércules Alicante in der ersten Runde aus.
Nach dieser Saison wechselte er zum FC Middlesbrough, der 2,25 Millionen Euro für den Spanier zahlte. In der ersten Saison in Middlesbrough in der Championship schoss García 9 Tore in 42 Ligaspielen. Am Ende der Saison verpasste die Mannschaft knapp den Aufstieg, da sie im Finale der Aufstiegsrunde an Norwich City scheiterte.
In der nächsten Saison wechselte García in der Wintertransferphase nach 19 Ligaspielen und 4 Toren zum SD Eibar. In der Rückrunde der Saison 2015/16 war er aufgrund des kurzfristigen Wechsels nicht spielberechtigt. In der Saison darauf verpasste er aufgrund eines Beinbruchs ebenso einen Teil der Saison. Jedoch brachte er es in 24 Spielen auf 7 Tore in der Liga. 2017/18 spielte er eine sehr gute Saison und war auf der Stürmerposition vorne gesetzt. Anschließend schwankte er immer wieder zwischen Startelf und Bank. Dies blieb auch 2019/20 so. Im Januar 2021 verlängerte García im Dress von Eibar bis 2023. Bei einem 3:0-Sieg über Deportivo Alavés schoss er am 1. Mai 2021 (34. Spieltag) einen Hattrick und erhielt so die Hoffnungen auf den Klassenerhalt bei Eibar am Leben. In der gesamten Saison 2020/21 kam er für Eibar zu 37 Ligaeinsätzen und zwölf Toren, stieg dennoch mit dem Klub ab.
Nach dem Abstieg wechselte er ablösefrei zum CA Osasuna, die die Klasse halten konnten. Sein Vereinsdebüt feierte er am 14. August 2021 (1. Spieltag) in der Startelf bei einem 0:0-Unentschieden gegen Espanyol Barcelona. Beim 3:2-Sieg über den FC Cádiz schoss er, erneut in der Startelf stehend, sein erstes Tor für seinen neuen Klub und sicherte somit den ersten Saisonsieg. Bei Osasuna schwankte er zwischen Startelf und Ersatzbank. Am Ende der Saison kam er auf fünf Tore in 33 Ligaspielen und einem Tor in drei Pokalspielen.
Im Sommer 2023 wechselte er ligaintern zu Deportivo Alavés.
Im Sommer 2025 wechselte er ligaintern und ablösefrei zu RCD Espanyol.

### Nationalmannschaft
García spielte in der spanischen U20-Nationalmannschaft, für die er zwei Tore in vier Spielen machte. Außerdem nahm er an der U20-Weltmeisterschaft 2009 teil, bei der Spanien im Achtelfinale gegen Italien ausschied.